# Gu Sung-yun
Gu Sung-yun (kor. 구성윤; * 27. Juni 1994 in Pohang) ist ein südkoreanischer Fußballspieler.

## Karriere

### Verein
Gu Sung-yun erlernte das Fußballspielen in den Schulmannschaften der Jaehyun Middle School, der Jaehyun High School sowie in der Jugendmannschaft von Cerezo Osaka in Osaka. Bei dem Erstligisten unterschrieb er 2013 auch seinen ersten Vertrag. Bei Cerezo kam er bis Ende 2014 nicht zum Einsatz. 2015 wechselte er nach Sapporo zu Hokkaido Consadole Sapporo. Der Verein spielte in der zweiten japanischen Liga, der J2 League. 2016 wurde er mit Sapporo Meister und stieg in die erste Liga auf. 2019 stand er mit Sapporo im Finale des J. League Cup, das man aber gegen Kawasaki Frontale im Elfmeterschießen verlor. Nach 166 Spielen für Sapporo wechselte er im Juni 2020 in sein Heimatland und schloss sich dem Daegu FC an. Das Fußballfranchise aus Daegu spielte in der ersten Liga, der K League 1. Von März 2021 bis September 2022 hat er dann leihweise für den Gimcheon Sangmu FC in Gimcheon in der zweiten Liga gespielt. Zu den Akteuren des Vereins zählen südkoreanische Profifußballer, die ihren Militärdienst ableisten. Nach seiner Rückkehr wurde der Vertrag mit Daegu allerdings nicht mehr verlängert und der Torwart war von Anfang September 2022 bis Januar 2023 vertrags- und vereinslos. Am 1. Februar 2022 unterschrieb er einen Vertrag bei seinem ehemaligen Verein Hokkaido Consadole Sapporo. Nach acht Ligaspielen wechselte er im Juli 2023 zum ebenfalls in der ersten Liga spielenden Kyōto Sanga. Für den Verein aus Kyōto bestritt er acht Ligaspiele. Nach der Ausleihe wurde er von Kyōto Sanga im Januar 2024 fest unter Vertrag genommen.

### Nationalmannschaft
Gu Sung-yun spielte fünfmal für die  U22-Nationalmannschaft. Sechsmal trug er das Trikot der Olympiaauswahl bei den Sommerspielen 2016 in Rio de Janeiro. Für die U23 stand er viermal auf dem Spielfeld. Seit 2019 spielt er für die Nationalmannschaft von Südkorea. Sein Länderspieldebüt gab er am 5. September 2019 in einem Freundschaftsspiel gegen Georgien (2:2) im Başakşehir Fatih Terim Stadı in Istanbul in der Türkei.

## Erfolge
Verein
- Japanischer Zweitligameister: 2016
- Südkoreanischer Zweitligameister: 2021

Nationalmannschaft
- Ostasienmeister: 2019